# 보경사
보경사(寶鏡寺)는 경상북도 포항시의 내연산에 위치한 대한불교조계종 소속의 사찰이다. 조계종 제11교구 본사인 불국사의 말사이다.

## 개요
포항에서 가장 큰 사찰이라 오어사와 함께 포항을 대표하는 절이다. 내연산은 계곡이 아름다운 산으로 등산객들이 많이 찾고 있으며, 이에 따라 보경사 입구 쪽에는 음식점이 줄지어 들어서 있다.
신라 진평왕 25년인 603년에 승려 지명(智明)이 세웠다고 전한다. 지명이 중국에서 유학할 때 동해안 명당에 묻으면 왜구를 막고 삼국을 통일하리라는 예언과 함께 팔면보경(八面寶鏡)을 전수받아 세웠다는 전설이 있다. 보경을 묻은 곳이라 하여 절 이름은 보경사로 붙여졌다. 고려 고종 대에 원진국사 신승형이 보경사 주지를 맡아 크게 중창하는 등 여러 차례 중건하고 주변 암자도 중수하여 조선 시대에는 대규모 사찰이 되었다.

## 문화재

### 보물
대한민국의 보물을 5점 보유하고 있다. 보물 제11-1호인 동종은 조선 숙종 때 만들어진 것으로 통도사 동종보다 시기적으로 앞선다. 보물 제252호인 원진국사비는 대웅전 맞은 편에 있는 신승형의 탑비이다. 승형이 사망한 뒤 고려 고종이 원진이라는 시호를 내렸다. 보물 제430호인 부도는 원진국사의 사리를 봉안한 탑이다.
- 보물 제11-1호 - 사인비구 제작 동종 - 포항보경사서운암동종(思印比丘 製作 銅鍾 - 浦項寶鏡寺瑞雲庵銅鍾)
- 보물 제252호 - 포항 보경사 원진국사비(浦項 寶鏡寺 圓眞國師碑)
- 보물 제430호 - 포항 보경사 승탑(浦項 寶鏡寺 僧塔)
- 보물 제1609호 - 포항 보경사 괘불탱(浦項 寶鏡寺 掛佛幀)
- 보물 제1868호 - 포항 보경사 적광전(浦項 寶鏡寺 寂光殿)

### 시도 유형문화재
적광전은 경상북도 유형문화재 제254호이다. 적광전 기둥 옆에는 목조 사자상이 조각되어 있다. 천왕문 입구 양 옆에 역시 목조 사자를 새겨두었다. 경상북도 유형문화재 제203호인 오층석탑은 고려 현종 때 세운 것이다.
- 경상북도 유형문화재 제203호 - 포항 보경사 오층석탑(浦項 寶鏡寺五層石塔)
- 경상북도 유형문화재 제367호 - 포항 보경사 서운암 후불탱화 및 신중탱화(浦項 寶鏡寺 瑞雲庵 後佛幀畵 및 神衆幀畵)
- 경상북도 유형문화재 제461호 - 포항 보경사 대웅전(浦項 寶鏡寺 大雄殿)

### 시도 문화재자료
- 경상북도 문화재자료 제479호 - 포항 보경사 서운암 부도군(浦項 寶鏡寺 瑞雲庵 浮屠群)

### 시도 기념물
천왕문 우측으로는 오래된 탱자나무 두 그루가 마주보고 있다. 이 탱자나무는 경상북도 기념물 제11호로 지정되어 있다.
- 경상북도 기념물 제11호 - 포항 보경사 탱자나무(포항 寶鏡寺 탱자나무)

## 교통편
- 동해고속도로 북포항 나들목

## 같이 보기
- 내연산

## 참고 자료
- 김환대 (2008년 2월 24일). “원진국사 유적을 찾아 떠난 포항 보경사 - 산사에서 찾은 여유”. 오마이뉴스. 2008년 6월 10일에 확인함.